# فریگ (ایزدبانو)

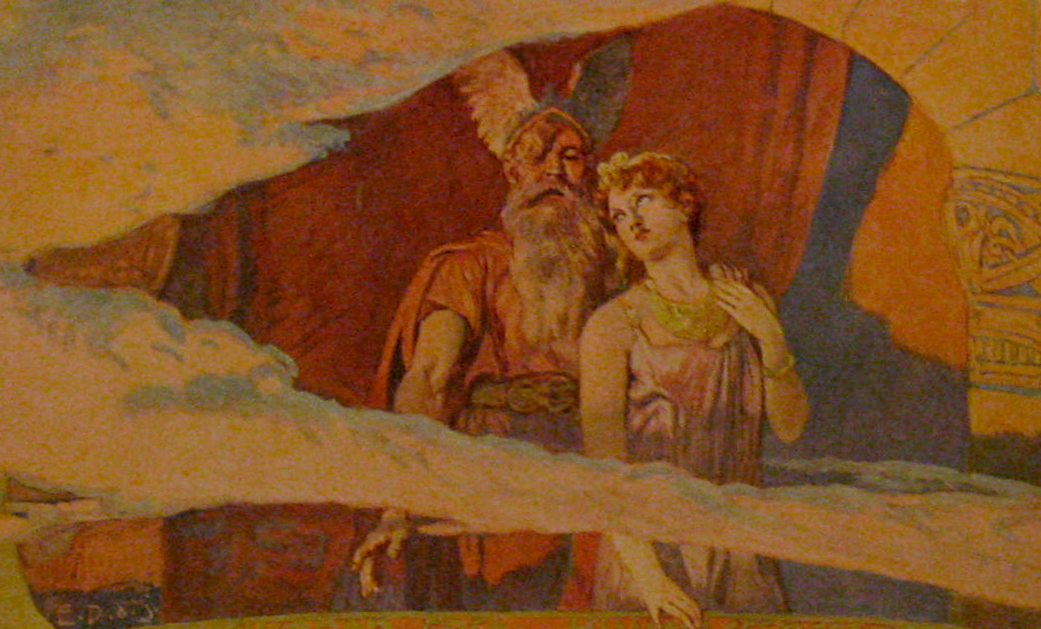
فریگ و وودان از پنجره خود در آسمان‌ها به خانه وینیلی نگاه می‌کنند، اثر امیل دوئپلر، ۱۹۰۵

فریگ یا فریگا در اسطوره‌شناسی اسکاندیناوی، ایزدبانوی ازدواج، زایش، مادری، عشق، خرد، ریسندگی و بافندگی و رهبری است. فریگ عضور آسیر و همسر اودین، یکی از والاترین ایزدان اساطیر نورس، مادر بالدر و ملکهٔ آسگارد بود. او برای زنان متأهل، ایزدبانویی بسیار مهم به‌شمار می‌رفت و همچنین او به داشتن قدرت پیشگویی شهرت داشت، با این حال آنچه را که می‌دانست آشکار نمی‌کرد. او در کنار همسرش تنها کسی بود که اجازه نشستن بر روی بزرگ‌ترین صندلی دنیا «Hlidskjalf» را داشت و از آنجا به تمامی دنیا می‌نگریست. او همچنین ایزدبانوی آسمان بود که وظیفه به حرکت درآوردن ابرها برای فروریختن باران و جوانه زدن دانه‌ها را بر عهده داشت.
فریگ دارای بیش از ده خدمتکار بود که برخی از مشهورترین آن‌ها عبارتند از: هلین ایزدبانوی محافظت، گنا ایزدبانوی پیام‌رسان که سوار بر اسب خود در آسمان‌ها می‌تاخت و فولا الههٔ زایش و تولد بودند.
نام انگلیسی روز هفتهٔ جمعه (در نهایت به معنای «روز فریگ») روز ویژهٔ فریگ است. پس از مسیحی‌سازی اسکاندیناوی ذکر نام فریگ در فولکلور اسکاندیناوی ادامه یافت. در دوران مدرن، فریگ در فرهنگ مردمی ظاهر شده است، و موضوع هنر بوده و در نئوپاگانیسم آلمانی مورد تکریم قرار گرفته است.